# Eustigmaeus kermesinus
Eustigmaeus kermesinus är en spindeldjursart som först beskrevs av Koch 1841.  Eustigmaeus kermesinus ingår i släktet Eustigmaeus och familjen Stigmaeidae. Inga underarter finns listade i Catalogue of Life.